# Becky Holliday
Becky Holliday (eigentlich Rebecca Holliday; * 12. März 1980 in Sacramento) ist eine US-amerikanische Stabhochspringerin.
Bei den Weltmeisterschaften 2003 in Paris/Saint-Denis schied sie in der Qualifikation aus.
2010 wurde sie Fünfte beim Continentalcup in Split, 2011 gewann sie Bronze bei den Panamerikanischen Spielen in Guadalajara, und 2012 wurde sie Neunte bei den Olympischen Spielen in London.
Bei den Weltmeisterschaften 2013 in Moskau kam sie nicht über die Vorrunde hinaus. 2014 wurde sie Fünfte beim Continentalcup in Marrakesch.
2003 wurde sie für die University of Oregon startend NCAA-Meisterin.

## Persönliche Bestleistungen
- Stabhochsprung: 4,60 m, 27. Juni 2010, Des Moines
  - Halle: 4,65 m, 16. April 2015, Jonesboro